# توماس آکویناس
قدیس توماس آکویناس (به ایتالیایی: Tommaso d'Aquino) (ح. ۱۲۲۵–۱۲۷۴)، معروف به حکیم آسمانی، فیلسوف ایتالیایی و متالِّه مسیحی بود. او سعی داشت فلسفه ارسطو را با مسیحیت تلفیق کند یا به‌عبارتی دیگر آمیزه‌ای از علم و ایمان بسازد. او اعتقاد داشت که هیچ تضادی میان فلسفه و عقل با اعتقادات کلیسایی وجود ندارد و فلسفه و مسیحیت در واقع یک چیز می‌گویند. هنر بزرگ توماس آکوئیناس این بود که ثابت کرد ایمان و منطق باهم تعارضی ندارند، زیرا در زمان او جمعی معتقد بودند که ارسطو و اعراب بی‌دینند و باید نفوذ خطرناک این ملحدین را ریشه‌کن کرد. این عده می‌گفتند که هرگونه استدلال عقلی دربارهٔ دیانت، شکلی از ضعف و فُتور است؛ اما آکوئیناس ثابت کرد که با منطق و استدلال عقلانی نمی‌توان ایمان و دیانت را به خطر انداخت، همین امر برای عقلا آزادی عمل ایجاد کرد تا به اندیشه و تعقل بپردازند. در قیاس فلسفه مسیحیِ آکوئیناس با دنیای اسلام، همین بس که در جهان اسلامی عقیده بر آن بود که خلفای راشدین، قرآن را به طرزی شایسته و صحیح تفسیر کرده‌اند و بدین نحو به قول مسلمین «این باب بسته شده بود» و از این رو درخت تنومند و بارور حکمت عرب که چند قرن در اعتلا بود خشکید. فلسفه او از ۱۸۷۹ تا اواسط دهه ۱۹۶۰ میلادی فلسفه رسمی کلیسای کاتولیک بود.

## نام

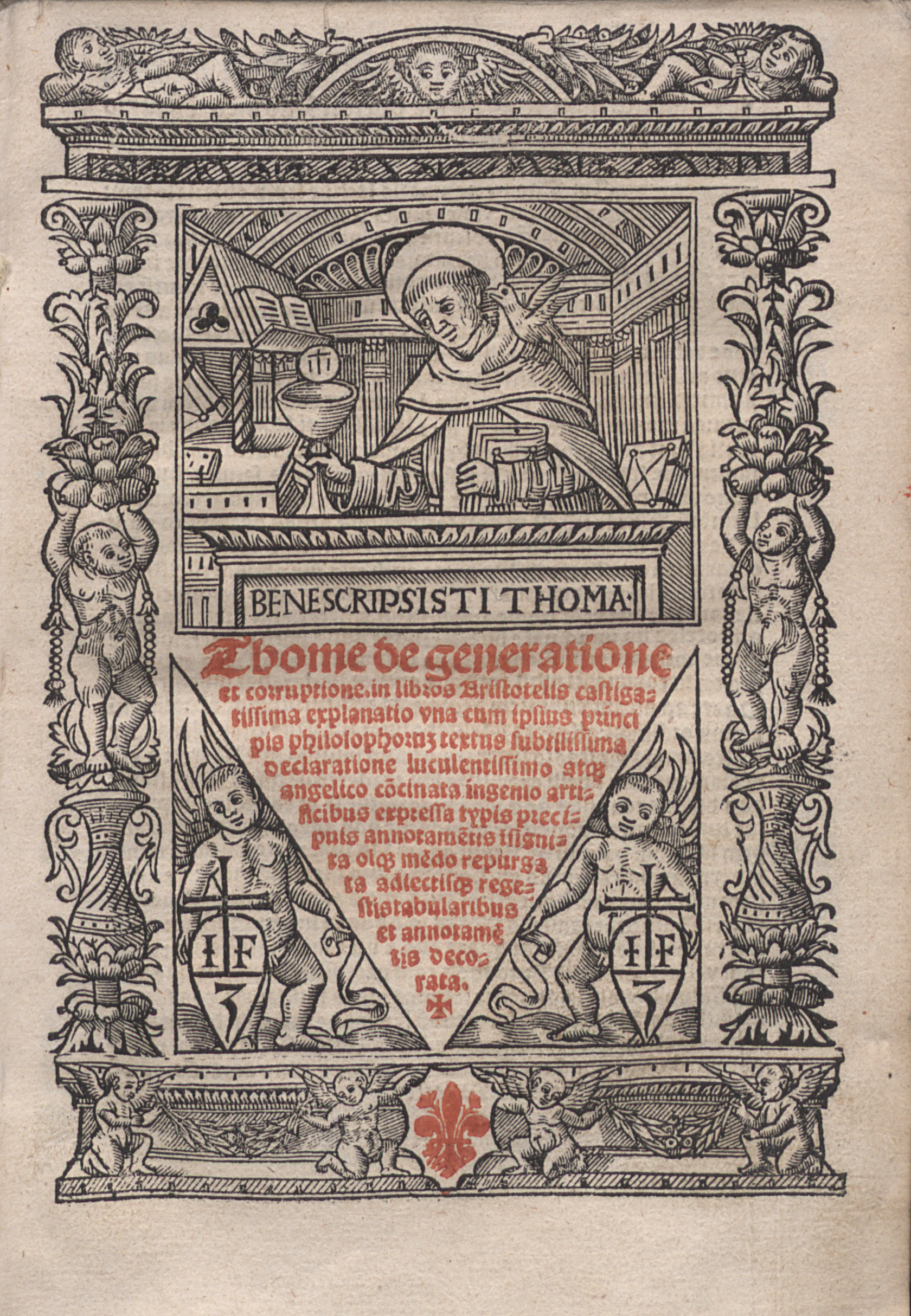
Super libros de generatione et corruptione

نام او در زبان لاتین به معنی توماس اهل آکوئینو (شهر کوچکی در ایالت لاتزیو در جنوب ایتالیا) است. در متن‌های فارسی، نام او را گاه با اقتباس از تلفظ فرانسه آن «توماس داکن»، «توماس آکوین»، «طماس آکوین» و جز آن آورده‌اند. فلسفه او را نیز در فارسی با اقتباس از نام آن در انگلیسی یا فرانسه «تومیسم» نامیده‌اند.
تومیسم یا رئالیسم خداباورانه (واقع‌گرایی الهی)، در قرون وسطا به‌عنوان فلسفه‌های نو صورت‌بندی شد و از قرن سیزدهم تاکنون به صورت جهان‌بینی مهمی درآمده که اندیشهٔ غربی را شکل بخشیده است. در تاریخ اندیشه، واقع‌گرایی خداباورانه نمودار تلفیق افکار تعقلی یونان، به نمایندگی ارسطو، و الهیات مسیحی است. هرچند که مسیحیت پیش‌تر، در عصر رومیان، وارد جهان غرب شده بود، متفکران مسیحی یا مدرسیون (اصحاب اسکولاستیک) مانند توماس آکویناس، بعدها تلاش کردند که برای تعالیم دینی سازمانی عقلانی صورت‌بندی کنند تا آن‌ها را از نظم و معنای فلسفی برخوردار سازند.

## زندگی
توماس آکویناس در حدود سال ۱۲۲۵ در ارگ روکازکا در هشت کیلومتری شهر کوچک آکوئینو در خانواده‌ای از اشراف ناحیه لاتیوم (لاتزیوی کنونی) به دنیا آمد. پدرش تیول‌دار فریدریش دوم، امپراتور مقدس روم بود و برادران و خواهرانش در برخوردهای کلیسا و امپراتوری نقش‌هایی داشتند. این سابقهٔ خانوادگی توماس در برخی آثارش پیداست. برای مثال او ریاضت‌های زاهدان را با تمرینات نظامی تازه‌سربازها مقایسه می‌کند و گاه از آثار فرماندهان نظامی رومی نقل قول می‌کند. هرچند به وضوح از ورود به ماجراهای سیاسی دوران خود دوری می‌کند و برای مثال به جنگ‌های صلیبی که در زمان او رخ می‌داد اشاره نمی‌کند. یا به نزاع میان کلیسا و امپراتوری که برادرانش در آن دخیل بودند نیز نمی‌پردازد و از اظهار نظر در مورد نسبت دولت و کلیسا اجتناب می‌کند.
در مونته‌کاسینو و ناپل تحصیل کرد. از جوانی خواستار آن بود که به راهبان فرقه دومینیکن ملحق شود. علت علاقهٔ زیاد توماس به این فرقه فعالیت‌های علمی و وعظی ایشان بود. خانوادهٔ توماس با ملحق شدن او به طریقهٔ دومینیکی‌ها مخالف بودند ولی توماس در جامع الهیات می‌گوید اگر کسی حس کرد از سوی خداوند به سوی خدمت فراخوانده شده، لازم نیست به مخالفت‌های والدین گوش فرا دهد. در برهه‌ای گروهی از سربازان امپراتور به دستور مادر توماس او را ربودند و یک سال محبوس کردند، اما عزم توماس سرانجام غلبه یافت و توانست تصمیم خود را عملی کرده و به راهبان فرقه دومینیکی‌ها بپیوندد.
در ۱۲۴۵ در پاریس زیر نظر آلبرت کبیر به تحصیل پرداخت. در ۱۲۴۸ با آلبرت کبیر به کلن رفت و در ۱۲۵۲ به پاریس بازگشت و استاد الهیات شد. در ۱۲۶۵ مأمور شد مدرسه‌ای دومینیکی در رم تأسیس کند. در همان‌جا نگارش جامع در ردّ کافران و مدخل الهیات را آغاز کرد. در زمان توماس تردید زیادی در مورد آثار ارسطو وجود داشت و خصومت‌هایی بین استادان دانشگاهی و کلیسا بر سر آثار ارسطو ایجاد شده بود. توماس به این نتیجه رسید که می‌توان آموزه‌های ارسطو را با آموزه‌های مسیحی تلفیق کرد و الهیات مسیحی ارسطویی را پدیدآورد. او نوشت «هر چند حقیقت دین مسیح فراتر از ظرفیت عقل است، اما عقل بشری نمی‌تواند با حقیقت دین مسیح در تضاد باشد.» او همچنین آثار زیادی در شرح ارسطو و فلسفهٔ نوافلاطونی نوشت و تفاسیری از کتاب ایوب و انجیل یوحنا بر جای گذاشت.
توماس سال‌های پایانی عمر خود را در ناپل گذراند. در ششم دسامبر ۱۲۷۳ در حین مراسم عشای ربانی مکاشفه‌ای برایش رخ داد و نوشت «هر آنچه تا کنون نوشته‌ام در مقایسه با آنچه دیده‌ام، همچون پر کاهی می‌ماند.» و تصمیم گرفت پس از آن دیگر دست به قلم نبرد. برخی مورخان جدید احتمال می‌دهند که شاید او سکتهٔ مغزی کرده باشد. در ۷ مارس ۱۲۷۴، هنگام سفر به شهر لیون برای شرکت در شورای عام کلیسای کاتولیک به دعوت پاپ گرگوریوس دهم، در دیر سیسترسی فوسانوا فوت کرد.

## فلسفه
آکویناس علم و حکمت را در خدمت دین و جدا از آن می‌داند. انسان به قدرت خداوند و به میانجی‌گری عیسی مسیح از وجود خدا آگاه می‌شود و ناچار به او ایمان می‌آورد. کار فلسفه در این میان رفع شک و شبهه است. براهین پنج‌گانه او در اثبات وجود خدا شهرت خاصی در تاریخ فلسفه غرب دارند. به اعتقاد نیک زنگ‌ویل، آکویناس تأثیر زیادی از ابن سینا گرفت.
بسیاری از کارهای توماس بر موضوعات فلسفی است، و از این نظر است که ممکن است به‌عنوان فیلسوف شناخته شود. اندیشه فلسفی او تأثیر عظیمی بر الهیات بعدی مسیحی، به ویژه کلیسای کاتولیک، اعمال کرده است و به‌طور کلی به فلسفه غرب گسترش یافته است.

## آثار
- «مدخل الهیات» (Summa Theologica)
- «اجتماع علیه غیریهودیان»، با عنوان کتابی در مورد حقیقت ایمان کاتولیک در برابر خطاهای کافران نیز شناخته می‌شود.

## دیدگاه او دربارهٔ حکومت
وی اعتقاد داشت که دولت، محصول قانون طبیعی و نتیجه گسترش خانواده است. وی قالب‌های فکری ارسطو را حفظ کرده بود. خداوند بهره‌ای از قدرت خود را به مردم داده است و مردم آن را به دولت. پس میان مردم و دولت توافق ضمنی برقرار شده است. حکومت در برابر مردم مسئول است. چنانچه به تکلیف اصلی خود یعنی عدالت عمل نکند، مردم حق دارند دولت را سرنگون کنند. بهترین شکل حکومت، سلطنت محدود است. وضع قوانین باید با اجماع مردم باشد. قیام بر دولت جایز، اما تخلف از امر دولت باید با اجازه دین باشد.